# Lappula sericata
Lappula sericata är en strävbladig växtart som beskrevs av Mikhail Grigoríevič Popov. Lappula sericata ingår i släktet piggfrön, och familjen strävbladiga växter. Inga underarter finns listade i Catalogue of Life.